# Anne Kalmari
Anne Inkeri Kalmari, född 20 april 1968 i Kivijärvi, är en finländsk politiker (Centern). Hon är ledamot av Finlands riksdag sedan 2007. Till utbildningen är hon agronomie- och forstmagister.
Kalmari omvaldes i riksdagsvalet 2015 med 10 216 röster från Mellersta Finlands valkrets.

## Utmärkelser
- Riddartecknet av I klass av Finlands Lejons orden,  6 december 2015[3]
- Riddartecknet av I klass av Finlands Vita Ros’ orden,  6 december 2024[4]

[Redigera Wikidata]